# Sally Struthers
Sally-Ann (Sally) Struthers (Portland (Oregon), 28 juli 1947) is een Amerikaanse actrice. Zij won met haar rol als Gloria Bunker-Stivic in de televisieserie All in the Family (1971-1978) twee Emmy Awards en werd hiervoor nog driemaal genomineerd. Ze werd in zowel 1972, 1973, 1974 als 1977 genomineerd voor een Golden Globe.
De 1,55 meter lange Struthers genoot een opleiding aan de Pasadena Playhouse College of Theatre Arts en verdiende daar een studiebeurs als 'meest veelbelovende student'. Ze speelde een tijd in regionale toneelstukken, alvorens voor de camera te debuteren als danseres en professioneel actrice, in onder meer de films Five Easy Pieces en The Phynx (beide uit 1970). Struthers brak door als Gloria Bunker-Stivic in All in the Family, maar verliet de show na zeven seizoenen, samen met haar televisie-echtgenoot Rob Reiner ('Meathead'). Beiden wilden wat anders. Reiner werd daarop regisseur, terwijl Struthers haar Broadway-debuut maakte in het stuk Wally's Cafe in 1981. Toch keerde Struthers in 1982 terug op televisie als Gloria Bunker. Ditmaal niet in All in the Family maar in de spin-off Gloria. Deze serie bleef mijlenver van het succes van All in the Family en werd na één seizoen van 21 afleveringen stopgezet. Struthers verbreedde haar werkveld later nog met musicals en stemmen in tekenfilms. Tevens speelde ze opnieuw aanzienlijke rollen in televisieseries als 9 to 5 (52 afleveringen), Dinosaurs (64 afleveringen - stem) en Gilmore Girls (52 afleveringen). 
Struthers was een tijd de tv-woordvoerster van het Christian Children's Fund en verscheen gedurende de jaren 80 in verscheidene commercials omtrent dit goede doel.
Struthers heeft een dochter uit een huwelijk dat van 1977 tot 1983 duurde.

## Filmografie
- Gilmore Girls televisieserie - Babette Dell (52 afl., 2000-2007)
- Betsy's Kindergarten Adventures Televisieserie - Mrs. O'Connor (Afl., When I Grow Up!, 2007, stem|How It All Began, 2007, stem)
- Still Standing televisieserie - Louise Miller (10 afl., 2003-2006)
- What I Did for Love (televisiefilm, 2006) - Aunt Trudy
- Hoodwinked! (2005) - Granny (Voice-over, niet op aftiteling)
- How to Get the Man's Foot Outta Your Ass (2003) - Roz
- Reeseville (2003) - Katie Oakman
- The Division televisieserie - Eve Warner (Afl., Bewitched, Bothered and Bewildered, 2003)
- Sabrina, the Teenage Witch televisieserie - Aunt Lorraine (Afl., Ping Ping a Song, 2003)
- General Hospital televisieserie - Jennifer Smith #3 (Afl. onbekend, 2002)
- As Told by Ginger televisieserie - Mrs. Bigsby (Voice-over, afl., New Girl in Town, 2002)
- Becoming Glen (televisiefilm, 2002) - Rol onbekend)
- A Month of Sundays (2001) - Onida Roy
- Out of the Black (2001) - Betty
- The Wild Thornberrys televisieserie - Iguanas Penguin (Voice-over, afl., Eliza-cology, 1998)
- The Others (1997) - Mrs. Zelov
- The New Adventures of Mother Goose (televisiefilm, 1995) - Mother Goose
- Duckman: Private Dick/Family Man televisieserie - Rol onbekend (Voice-over, afl., Cellar Beware, 1994)
- Tiny Toon Adventures televisieserie - Voice-over, 2 afl., 1992
- In the Best Interest of the Children (televisiefilm, 1992) - Patty Pepper
- The Tin Soldier (televisiefilm, 1992) - Verteller
- Dinosaurs televisieserie - Charlene Sinclair (Voice-over, 1991-1994)
- TaleSpin televisieserie - Rebecca 'Becky' Cunningham (Voice-over, 1990-1991)
- Murder, She Wrote televisieserie - Nancy La Rue (Afl., A Body to Die For, 1990)
- A Deadly Silence (televisiefilm, 1989) - Aunt Marilyn
- Charles in Charge televisieserie - Rol onbekend (Afl., Still at Large, 1989)
- 9 to 5 televisieserie - Marsha McMurray Shrimpton (Afl. onbekend, 1986-1988)
- Alice in Wonderland (televisiefilm, 1985) - Tiger Lily
- Gloria televisieserie - Gloria Bunker (21 afl., 1982-1983)
- The Charmkins (Video, 1983) - Poison Ivy (Voice-over)
- Archie Bunker's Place televisieserie - Gloria Bunker-Stivic (4 afl., 1979, 1982)
- A Gun in the House (televisiefilm, 1981) - Emily Cates
- And Your Name Is Jonah (televisiefilm, 1979) - Jenny Corelli
- All in the Family televisieserie - Gloria Bunker-Stivic (73 afl., 1971-1978)
- My Husband Is Missing (televisiefilm, 1978) - Mrs. Katherine Eaton
- A Different Approach (1978) - Rol onbekend
- Intimate Strangers (televisiefilm, 1977) - Janis Halston
- Fred Flinestone and Friends televisieserie - Rol onbekend (Voice-over, 1977)
- The Great Houdini (televisiefilm, 1976) - Bess Houdini
- Hey, I'm Alive (televisiefilm, 1975) - Helen Klaben
- Aloha Means Goodbye (televisiefilm, 1974) - Sara Moore
- The Getaway (1972) - Fran Clinton
- The Courtship of Eddie's Father televisieserie - Katie O'Hara (Afl., The Blarney Stone, 1971)
- Ironside televisieserie - Sandy Fonda (Afl., Love, Peace, Brotherhood and Murder, 1971)
- The Pebbles and Bamm-Bamm Show televisieserie - Pebbles Flinstone (voice-over, 1971-1976)
- The Smothers Brothers Comedy Hour televisieserie - Verschillende rollen (Afl. onbekend, 1970)
- The Tim Conway Comedy Hour televisieserie - Rol onbekend (1970)
- Five Easy Pieces (1970) - Betty
- The Phynx (1970) - World's No. 1 Fan

## Trivia
Struthers wordt geparodieerd in South Park, waar haar gewicht wordt gecontrasteerd met verhongerende kinderen in Afrika. Ze zou in Full House hebben gespeeld volgens de kinderen die haar op televisie zien. Dit klopt echter niet.
- Bibsys: 4105162
- Biblioteca Nacional de España: XX4910235
- Gemeinsame Normdatei: 1244411760
- International Standard Name Identifier: 0000 0001 1778 855X
- Library of Congress Control Number: n79049343
- National Archives and Records Administration: 10583008
- Nationale Bibliotheek van Israël: 987007447925505171
- Nederlandse Thesaurus van Auteursnamen: 073160830
- SNAC: w6vj8ffb
- Virtual International Authority File: 107007977
- WorldCat: E39PBJjhDt3TXmfxpcFqkKM773